# 松尾大河
松尾 大河（まつお たいが、1998年4月5日 - ）は、大阪府茨木市出身の元プロ野球選手（内野手）。右投右打。2018年・2019年および2022年以降の登録名は「大河」。

## 経歴

### プロ入り前
三島小学校時代から軟式野球を始め、三島中学校時代にはオール枚方ボーイズに所属し「中学5冠」を達成。秀岳館高等学校に進学後は1年春から「2番・遊撃手」で出場し、その後もレギュラーを務める。3年春の第88回選抜高等学校野球大会では2回戦の南陽工高戦で本塁打を放つなど、19打数6安打3打点の活躍でチームをベスト4へと導いた。さらに3年夏の熊本大会では17打数7安打4打点、6盗塁と活躍し、15年ぶりの第98回全国高等学校野球選手権大会出場に貢献。甲子園でも準決勝の北海高戦でも大西健斗から右中間三塁打を打つなど、16打数7安打の活躍でチームの春夏連続ベスト4に貢献。その後侍ジャパンU-18代表に選ばれ、第11回 BFA U-18アジア選手権大会に出場し、大会首位打者の活躍を見せた。甲子園通算8試合、打率.371（35打数13安打）2本塁打、7打点。野球部には2学年先輩に藤吉優、宮本秀明、同期に九鬼隆平、1学年後輩に田浦文丸がいる。
2016年10月20日に行われたプロ野球ドラフト会議で横浜DeNAベイスターズから3位で指名される。11月9日に熊本市内のホテルで入団交渉に臨み、契約金5000万円、年俸600万円（金額は推定）で仮契約。背番号は23。

### 横浜DeNA時代
2017年、4月22日のイースタン・リーグの北海道日本ハムファイターズ戦（ファイターズ鎌ケ谷スタジアム）で、瀬川隼郎から満塁本塁打を放った。一軍公式戦の出場機会はなかったが、二軍公式戦において102試合に出場した。11月25日から台湾で開催されるアジアウインターベースボールリーグに、NPBイースタン選抜として出場した。
2018年、シーズン前に登録名を「大河」に変更した。前年に続いて一軍出場はなかったが、二軍公式戦に主に遊撃手として95試合に出場した。10月に開催された2018 WBSC U-23ワールドカップの日本代表に選出され、全試合に遊撃手として先発出場し、準優勝に貢献した。
2019年、二軍公式戦に75試合に出場するも、打率.193に終わる。10月1日に球団から翌シーズンの契約を結ばない旨を通知された。11月12日に大阪シティ信用金庫スタジアムで行われた12球団合同トライアウトに参加し、5打席で1安打2出塁を記録。2回盗塁を試み、1回成功した。

### 琉球時代
2019年11月29日、2020年より始動する沖縄初のプロ野球チーム・琉球ブルーオーシャンズに入団することが発表された。琉球では背ネームは「MATSUO」となっているが、スコアボード表示は「大河」となっている。
2021年、この年は37試合に出場し、1本塁打、12盗塁、打率.300、出塁率.400の成績を記録していたが、8月、琉球のチーム関係者の多数が新型コロナウイルス感染症に感染し、また複数のコーチ、選手による球団規律違反が判明したことで球団も活動休止に追い込まれた。松尾は規律に違反しておらず、感染症も陰性であったことから9月1日より倉内凱之、二宮衣沙貴とともにベースボール・チャレンジ・リーグの茨城アストロプラネッツに派遣され、プレーを続けることとなった。茨城では8試合に出場し、1本塁打も放った。茨城への派遣期間終了後の9月30日を以て、契約満了により松尾は琉球を自由契約となった。

### KAL・北九州時代
2021年11月5日、九州アジアリーグで2022年よりリーグ戦に参加する福岡北九州フェニックスのトライアウトに合格したことを、球団が発表した。一方で12月8日にはメットライフドームで行われた12球団合同トライアウトにも参加した。DeNA時代のユニフォームを着て、2年ぶり2度目の参加。6打席で1安打3出塁を記録し、盗塁を2回成功させた。
2022年2月18日に開かれた福岡北九州フェニックスの体制発表会で所属選手として紹介された。北九州では再び登録名を「大河」とした。二塁手や三塁手として起用され、チーム2位の72試合に出場し、打率3割台を記録した。
2023年は、9月16日のダブルヘッダー第1試合にてシーズン100安打を達成。創設3年目の九州アジアリーグで初の100安打到達者である。最終的に打率（.387）、安打（104本）、出塁率（.467）の部門でリーグ1位だった。シーズン終了後の10月16日に、自由契約での退団が発表された。11月6日、首位打者賞と最多安打賞の公式記録賞獲得と、三塁手としてのベストナイン選出が発表された。

### KAL・火の国時代
2023年12月4日、同じ九州アジアリーグの火の国サラマンダーズに入団することが発表された（発表では名前を「大河」としている）。2024年の1シーズンプレーし、シーズン終了後の10月10日に自由契約での退団が発表された。
12月31日、自身のInstagramで現役引退を報告した。

## 選手としての特徴・人物
50メートル5秒9の俊足に、思い切りのいいスイングから左右に打ち分ける広角打法も魅力。強肩を武器にした広い守備範囲も持ち合わせており、松尾も入団交渉時に「将来的には走攻守、三拍子そろった選手になりたいです。」と語っていた。
ベイスターズ在籍時は同学年の知野直人や高校時代の先輩でもある宮本秀明と仲が良かった。ベイスターズから戦力外通告を受けた直後は自暴自棄になり、野球を辞めてたこ焼き屋になろうかなと考えていたところ周りからの叱咤激励と、宮本から「野球を辞めるなら絶交」言われたのをきっかけに野球への情熱が再燃。トライアウトを受験し、琉球入りを果たした。その後も宮本の実家に出入りしたり、知野と自主トレを共にしたりするなど関係は続いている。
2021年3月28日、自身のInstagramで一般女性との入籍を発表した。2023年2月2日には第一子となる男児が、2024年10月16日には第二子となる男児が誕生している。

## 詳細情報

### 年度別打撃成績
- 一軍公式戦出場なし

### 独立リーグでの打撃成績
| 年 度    | 球 団    | 試 合 | 打 席 | 打 数 | 得 点 | 安 打 | 二 塁 打 | 三 塁 打 | 本 塁 打 | 塁 打 | 打 点 | 盗 塁 | 盗 塁 死 | 犠 打 | 犠 飛 | 四 球 | 敬 遠 | 死 球 | 三 振 | 併 殺 打 | 打 率 | 出 塁 率 | 長 打 率 | O P S |
| -------- | -------- | ----- | ----- | ----- | ----- | ----- | -------- | -------- | -------- | ----- | ----- | ----- | -------- | ----- | ----- | ----- | ----- | ----- | ----- | -------- | ----- | -------- | -------- | ----- |
| 2021     | 茨城     | 8     | 37    | 32    | 6     | 8     | 2        | 0        | 1        | 13    | 4     | 2     | 0        | 0     | 0     | 4     | -     | 1     | 6     | 1        | .250  | .351     | .406     | .758  |
| 2022     | 北九州   | 72    | 306   | 250   | 52    | 76    | 10       | 0        | 4        | 98    | 35    | 8     | 3        | 0     | 5     | 38    | -     | 7     | 31    | 6        | .304  | .415     | .392     | .807  |
| 2023     | 北九州   | 75    | 317   | 269   | 58    | 104   | 20       | 3        | 1        | 133   | 46    | 25    | 5        | 0     | 4     | 44    | -     | 6     | 29    | 6        | .387  | .467     | .494     | .961  |
| 2024     | 火の国   | 72    | 319   | 250   | 71    | 89    | 14       | 2        | 4        | 119   | 42    | 32    | 2        | 2     | 3     | 61    | -     | 3     | 31    | 9        | .356  | .483     | .474     | .959  |
| BCL：1年 | BCL：1年 | 8     | 37    | 32    | 6     | 8     | 2        | 0        | 1        | 13    | 4     | 2     | 0        | 0     | 0     | 4     | -     | 1     | 6     | 1        | .250  | .351     | .406     | .758  |
| KAL：3年 | KAL：3年 | 219   | 942   | 769   | 181   | 269   | 44       | 5        | 9        | 350   | 123   | 65    | 10       | 2     | 12    | 143   | -     | 16    | 91    | 21       | .350  | .455     | .455     | .910  |

- 2024年シーズン終了時
- 各年度の太字はリーグ最高

### 背番号
- 23（2017年[5] - 2024年）
- 6（2021年9月1日 - 9月30日）※茨城アストロプラネッツでの背番号

### 登録名
- 松尾 大河（まつお たいが、2017年、2020年 - 2021年）
- 大河（たいが、2018年 - 2019年、2022年 - 2024年）

### 代表歴
- 第11回 BFA U-18アジア選手権大会
- 2018 WBSC U-23ワールドカップ